# 2366 Aaryn
2366 Aaryn è un asteroide della fascia principale. Scoperto nel 1981, presenta un'orbita caratterizzata da un semiasse maggiore pari a 2,2409190 au e da un'eccentricità di 0,1270562, inclinata di 1,08344° rispetto all'eclittica.
L'asteroide è dedicato al nipote dello scopritore, Aaryn G. Baltutis.